# Composizioni di Arnold Bax

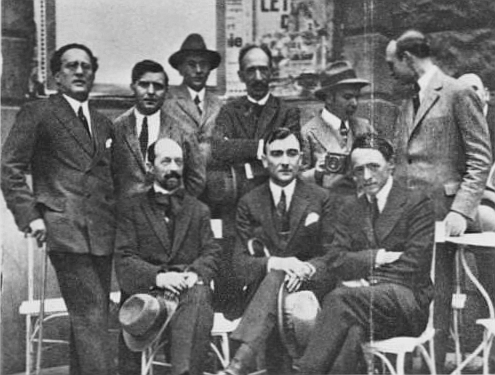
Seduto, in basso a destra, Bax negli anni '20.

Lista delle composizioni di Arnold Bax (1883-1953), ordinate per genere.

## Balletti
- Tamara (1911)
- From Dusk till Dawn (1917)
- The Truth about the Russian Dancers (1920)

## Musica orchestrale

### Sinfonie
- Sinfonia n. 1 (1922)
- Sinfonia n. 2 (1926)
- Sinfonia n. 3 (1929)
- Sinfonia n. 4 (1931)
- Sinfonia n. 5 (1932)
- Sinfonia n. 6 (1935)
- Sinfonia n. 7 (1939)

### Poemi sinfonici
- Cathaleen-ni-Hoolihan (1905)
- Eire Trilogy
  - Into The Twilight (1908)
  - In The Faery Hills (1909)
  - Rosc-catha (1910)
- Christmas Eve (1912, revisione ca. 1921)
- Nympholept (1912, orchestrazione 1915, revisione 1935)
- The Garden of Fand (1913, orchestrazione 1916)
- Spring Fire (1913)
- In Memoriam (1916)
- November Woods (1917)
- Tintagel (1917, orchestrazione 1919)
- Summer Music (1917, orchestrazione 1921, revisione 1932)
- The Happy Forest (1922)
- The Tale the Pine Trees Knew (1931)
- Northern Ballad No. 1 (1927)
- Northern Ballad No. 2 (1934)
- Prelude for a Solemn Occasion (Northern Ballad No. 3) (1927, orchestrazione 1933)
- A Legend (1944)

### Altre composizioni orchestrali
- Variations for Orchestra (Improvisations) (1904)
- A Song of War and Victory (1905)
- On the Sea Shore (1908, orchestrazione 1984)
- Festival Overture (1911, revisione 1918)
- Dance of Wild Irravel (1912)
- Four Orchestral Pieces (1912–13)
- Three Pieces for Small Orchestra (1913, revisione 1928)
- Symphonic Scherzo (1917, revisione 1933)
- Russian Suite (1919)
- Mediterranean (1922)
- Cortège (1925)
- Romantic Overture (1926)
- Overture, Elegy and Rondo (1927)
- Three Pieces (1928)
- Overture to a Picaresque Comedy (1930)
- Sinfonietta (1932)
- Saga Fragment (1932)
- Rogue's Comedy Overture (1936)
- Overture to Adventure (1936)
- London Pageant (1937)
- Paean (1938)
- Salute to Sydney (Fanfare) (1943)
- Work in Progress (Overture) (1943)
- Victory March (1945)
- The Golden Eagle (Incidental Music) (1945)
- Two Royal Wedding Fanfares (1947)
- Coronation March (1952)

## Musica concertante
- Symphonic Variations, per pianoforte e orchestra (1918)
- Phantasy for Viola and Orchestra (1920)
- Winter Legends, per pianoforte e orchestra (1930)
- Concerto per violoncello (1932)
- Concerto per violino (1938)
- Concertino per pianoforte (1939)
- Morning Song, per pianoforte e orchestra (1946)
- Concertante for Three Solo Instruments and Orchestra (1949)
- Concertante for Orchestra with Piano (Left Hand) (1949)
- Variations on the name Gabriel Fauré for Harp & String Orchestra (1949)

## Musica da camera

### A uno strumento
- Valse, per arpa (1931)
- Rhapsodic Ballad, per violoncello (1939)

### A due strumenti
- Arpa
  - Fantasy Sonata for Harp and Viola (1927)
  - Sonata per flauto e arpa (1928)
- Violino
  - Sonata per violino n. 1 (1910)
  - Legend, per violino e pianoforte, in un movimento (1915)
  - Sonata per violino n. 2 (1915, revisione 1922)
  - Ballad, per violino e pianoforte (1916)
  - Sonata per violino n. 3 (1927)
  - Ballad, per violino e pianoforte (1929)
  - Sonata per violino in fa (1928)
- Viola
  - Pezzo da concerto per viola e pianoforte (1904)
  - Sonata per viola (1922)
  - Fantasy Sonata for Harp and Viola (1927)
  - Legend, per viola e pianoforte (1929)
- Violoncello
  - Folk-Tale, per violoncello e pianoforte (1918)
  - Sonata per violoncello (1923)
  - Sonatina per violoncello (1933)
  - Legend-Sonata, per violoncello e pianoforte (1943)
- Flauto
  - Quattro pezzi per flauto e pianoforte (1912, revisione 1915 e 1945)
  - Sonata per flauto e arpa (1928)
- Clarinetto
  - Sonata per clarinetto (1934)

### A tre strumenti
- Trio in un movimento per pianoforte, violino e viola (1906)
- Elegiac Trio, per flauto, viola e arpa (1916)
- Trio con pianoforte in si bemolle (1946)

### A quattro strumenti
- Quartetto per archi n. 1 in sol maggiore (1918)
- Quartetto con pianoforte, in un movimento (1922)
- Quartetto per archi n. 2 (1925)
- Quartetto per archi n. 3 in fa (1936)

### A cinque strumenti
- Quintetto in sol (1908)
- Quintetto con pianoforte in sol minore (1915)
- Quintetto per arpa e archi, in un movimento (1919)
- Quintetto con oboe (1922)
- Quintetto per archi, in un movimento (1933)

### A sei o più strumenti
- In Memoriam, sestetto per corno inglese, arpa e quartetto d'archi (1916)
- Nonet (1930)
- Ottetto (1934)
- Threnody and Scherzo, ottetto in due movimenti (1936)
- Concerto per flauto, oboe, arpa e quartetto d'archi (1936)

## Musica per pianoforte

### Per un pianoforte
- Clavierstücke (Juvenilia) (1897-8)
- Sonata per pianoforte, Op. 1 (1898)
- Sonata per pianoforte in re minore (1900)
- Marcia Trionfale (1900)
- White Peace (arrangiamento di Ronald Stevenson 1907)
- Concert Valse in E flat (1910)
- Sonata per pianoforte n. 1 (1910, revisione 1917-20)
- Sonata per pianoforte in fa# minore (1910, revisione 1911, 1919 e 1921)
- Two Russian Tone-Pictures (1912)
- Nympholept (1912)
- Scherzo per pianoforte (1913)
- Toccata per pianoforte (1913)
- From the Mountains of Home (arrangiamento di Peter Warlock) (1913)
- The Happy Forest (1914)
- In the Night (1914)
- Apple-Blossom-Time (1915)
- In a Vodka Shop (1915)
- The Maiden with the Daffodil (1915)
- A Mountain Mood (1915)
- The Princess's Rose Garden (1915)
- Sleepy-Head (1915)
- Winter Waters (1915)
- Dream in Exile (1916)
- Nereid (1916)
- On a May Evening (1918)
- A Romance (1918)
- The Slave Girl (1919)
- What the Minstrel Told Us (1919)
- Whirligig (1919)
- Sonata per pianoforte n. 2 (1919, revisione 1920)
- Burlesque (1920)
- Ceremonial Dance (1920)
- A Country-Tune (1920)
- A Hill Tune (1920)
- Lullaby (1920)
- Mediterranean (1920)
- Serpent Dance (1920)
- Water Music (1920)
- Sonata per pianoforte in mi bemolle (1921)
- Sonata per pianoforte n. 3 (1926)
- Pæan (c.1928)
- Sonata per pianoforte n. 4 (1932)
- A Legend (1935)
- Sonata per pianoforte in si bemolle Salzburg (1937)
- O Dame get up and bake your pies (1945)
- Suite sul nome Gabriel Fauré (1945)
- Quattro pezzi per pianoforte (1947)
- Due pezzi lirici per pianoforte (1948)

### Per due pianoforti
- Fantasia per due pianoforti (1900)
- Festival Overture (arrangiamento di un lavoro orchestrale 1911)
- Moy Mell (1916)
- Mediterranean (arrangiamento per tre mani di H. Rich 1920)
- Hardanger (1927)
- The Poisoned Fountain (1928)
- The Devil that tempted St Anthony (1928)
- Sonata per due pianoforti (1929)
- Red Autumn (1931)

## Colonne Sonore
- Malta, G. C. (1942)
- Le avventure di Oliver Twist (1948)

## Musica vocale

### Musica corale
- Fatherland (Runeberg, tr. C. Bax) [tenor solo] (1907, revisione 1934)
- A Christmas Carol (Anon.) [arranged for SATB by Hubert Dawkes] (1909)
- Enchanted Summer (Shelley) [two soprano solos] (1910)
- Variations sur ‘Cadet Rousselle’ (French trad.) [arranged by Max Saunders] (1918)
- Of a rose I sing a song (Anon.) [SATB, harp, cello, double bass] (1920)
- Now is the Time of Christymas (Anon.) [TB, flute, piano] (1921)
- Mater, ora Filium (Anon.) [SSAATTBB] (1921)
- This Worldes Joie (Anon.) [SATB] (1922)
- The Boar's Head (Anon.) [TTBB] (1923)
- I sing of a maiden that is makeless (Anon.) [SAATB] (1923)
- To the Name above every Name (Crashaw) [soprano solo] (1924)
- St Patrick's Breastplate (Anon.) [SATB] (1924)
- Walsinghame (Raleigh) (tenore, obbligato soprano) (1926)
- Lord, Thou hast told us (Washbourne) [hymn for SATB] (1930)
- The Morning Watch (Vaughan) [SATB] (1935)
- 5 Fantasies on Polish Christmas Carols (trans. Śliwiński) [unison trebles] (1942)
- 5 Greek Folksongs (trans. Michel-Dmitri Calvocoressi) [SATB] (1942)
- To Russia (Masefield) [baritone solo] (1944)
- Gloria [SATB] (1945)
- Nunc Dimittis [SATB] (1945)
- Te Deum [SATB] (1945)
- Epithalamium (Spenser) [SATB in unison] (1947)
- Magnificat [SATB] (1948)
- Happy Birthday to you (Hill) [arr. SATB] (1951)
- What is it like to be young and fair? (C. Bax) [SSAAT] (1953)

### Con accompagnamento orchestrale
- 2 Nocturnes [soprano] (1911)
- 3 Songs [high voice] (1914)
- Song of the Dagger (Strettell and Sylva) [bass] (1914)
- The Bard of the Dimbovitza (Strettel and Sylva) [mezzo-soprano] (1914, revised 1946)
- Glamour (O'Byrne) [high voice] (1921, orchestrated by Rodney Newton 1987)
- A Lyke-Wake (Anon.) [high voice] (1908, orchestrated 1934)
- Wild Almond (Trench) [high voice] (1924, orchestrated 1934)
- Eternity (Herrick) [high voice] (1934)
- O Dear! What can the matter be? (trad. arr. Bax)

### Con accompagnamento cameristico
- Aspiration (Dehmel) [arranged for high voice w/violin, cello, & piano] (1909)
- My eyes for beauty pine (Bridges) [high voice with string quartet] (c.1921)
- O Mistress mine (Shakespeare) [high voice with string quartet] (c.1921)

### Con accompagnamento pianistico
- The Grand Match (O'Neill)  (1903)
- To My Homeland  (Gwynn)  (1904)
- A Celtic Song Cycle (Macleod)  (1904)
  - Eilidh my Fawn
  - Closing Doors
  - The Dark Eyes to Mine
  - A Celtic Lullaby
  - At the Last
- When We Are Lost  (Arnold Bax)  (1905)
- From the Uplands to the Sea  (Morris) (1905)
- Leaves, Shadows and Dreams  (Macleod)  (1905)
- In the Silence of the Woods  (Macleod) (1905)
- Green Branches  (Macleod)  (1905)
- The Fairies  (Allingham)  (1905)
- Golden Guendolen  (Morris)  (1905)
- The Song in the Twilight  (Freda Bax)  (1905)
- Mircath: Viking-Battle-Song  (Macleod)  (1905)
- A Hushing Song  (Macleod)  (1906)
- I Fear Thy Kisses Gentle Maiden  (Shelley)  (1906)
- Ballad: The Twa Corbies [recitation with piano]  ('Border Minstrelsy')  (1906)
- Magnificat  (St. Luke 1.46-55)  (1906)
- The Blessed Damozel  (Rossetti)  (1906)
- 5 Traditional Songs of France (1920)
- I Heard a Piper Piping (Seosamh MacCathmhaoil, Joseph Campbell)  (1922)